# كولوئية (باغ صفا)
کولوئیة (بالفارسية: کولوئیه) هي قرية تقع في إيران في قسم باغ صفا الريفي. يقدر عدد سكانها بـ 40 نسمة .